# Furgasoniidae
Famille
Synonymes
- Cyclogrammidae

Les Furgasoniidae sont une famille de Ciliés de la classe des Nassophorea et de l’ordre des Nassulida.

## Étymologie
Le nom de la famille vient du genre type Furgasonia, sans doute donné en hommage au protozoologiste américain Waldo Hamlet Furgason (1902-1975).

## Description
Les Furgasoniidae ont une taille, petite à moyenne ; une forme, ovoïde à ellipsoïde. Ils nagent librement dans leur milieu de vie. Leur ciliation somatique est holotriche (c. à d. uniforme). Leurs extrusomes somatiques sont sous forme de trichocystes fusiformes. Leur région buccale est située dans le 1/3 antérieur du corps avec un à trois polykinétides buccaux gauches et un court paroral droit dans la région buccale. On note la présence d'un cyrtos entourant le cytostome-cytopharynx (orifice buccal) . Leur macronoyau est globuleux à ellipsoïde. Un micronoyau est présent. La vacuole contractile est médio-ventrale. Ils se nourrissent de bactéries et de petits protistes, ainsi que de microalgues.

## Distribution
Les Furgasoniidae vivent généralement dans des habitats d'eau douce, mais parfois terrestres.
GBIF (18 juillet 2023) a recensé les espèces de Furgasoniidae sur une grande partie du globe, sur tous les continents et les milieux marins.

## Liste des genres
Selon GBIF (18 juillet 2023) :
- Foissneria Mirabdullayev, 1986
- Furgasonia Jankowski, 1964  genre type
  - Genre synonyme : Cyclogramma Perty, 1849
  - Espèce type : Furgasonia tricirrata (Gelei, 1932) Jankowski, 1964
  - Espèce synonyme : Nassula tricirrata Gelei, 1932
- Parafurgasonia Foissner & Adam, 1981
- Urliella Foissner, 1987
- Wolfkosia Foissner et al., 2002
- Wolskana Ito, Imai, Ogimotot & Nakahara 1996

## Systématique
Le nom valide de ce taxon est Furgasoniidae Corliss, 1979.